# Cucumariidae
De Cucumariidae zijn een familie van zeekomkommers uit de orde Dendrochirotida.

## Biologie
Leden van de familie Cucumariidae zijn kleine tot middelgrote zeekomkommers, die gekenmerkt worden door tien vertakte tentakels, waarvan de laagste twee vaak kleiner zijn dan de andere. Ze filteren hun voedsel uit het zeewater. Met behulp van hun tentakels vangen ze micro-organismen, die ze doorgeven aan hun mond. Ze zijn zelden te vinden op koraalriffen, meestal leven ze in diep water op een ondergrond van zand en grind.
Van sommige geslachten, waaronder Paracucumaria en Pseudocolochirus, bevatten de soorten giftige verbindingen zoals holothurine en holotoxine, die in het water worden geloosd als ze worden aangevallen of beschadigd raken. Ook tijdens het afgeven van de geslachtscellen in het zeewater kunnen deze gifstoffen vrijkomen. Hoewel ze interessant en aantrekkelijk zijn om in aquaria te houden, is het daarom raadzaam om ze in een aparte bak te houden.

## Geslachten
- Abyssocucumis Heding, 1942
- Actinocucumis Ludwig, 1875
- Amphicyclus Bell, 1884
- Anaperus Troschel, 1846
- Apseudocnus Levin, 2006
- Apsolidium O'Loughlin & O'Hara, 1992
- Aslia Rowe, 1970
- Athyonidium Deichmann, 1941
- Australocnus O'Loughlin & Alcock, 2000
- Benthophyllophorus Deichmann, 1954
- Calcamariina O'Loughlin, 2015
- Cercodemas Selenka, 1867
- Cherbocnus Thandar, 2014
- Cladodactyla Brandt, 1835
- Colochirus Troschel, 1846
- Cucamba O'Loughlin, 2009
- Cucumaria De Blainville, 1830
- Cucumella Heding, 1935
- Cucuvitrum O'Loughlin & O'Hara, 1992
- Echinopsolus Gutt, 1990
- Ekmania Hansen & McKenzie, 1991
- Euthyonacta Deichmann, 1954
- Hemiocnus Mjobo & Thandar, 2016
- Hemioedema Hérouard, 1929
- Heterocucumis Panning, 1949
- Lanceophora Thandar, Zettler & Arumugam, 2010
- Leptopentacta H.L. Clark, 1938
- Loisettea Rowe & Pawson, 1985
- Mensamaria H.L. Clark, 1946
- Neoamphicyclus Hickman, 1962
- Neocnus Cherbonnier, 1972
- Neocucumella Pawson, 1962
- Neocucumis Deichmann, 1944
- Ocnus Forbes & Goodsir, 1841
- Orbithyone H.L. Clark, 1938
- Panningia Cherbonnier, 1958
- Paracolochirus Pawson, Pawson & King, 2010
- Paracucumaria Panning, 1949
- Parathyonacta Caso, 1984
- Parathyone Deichmann, 1957
- Parathyonidium Heding, 1954
- Pattalus Selenka, 1868
- Pawsonellus Thandar, 1986
- Pawsonia Rowe, 1970
- Pentacta Goldfuss, 1820
- Pentactella Verrill, 1876
- Pentocnus O'Loughlin & O'Hara, 1992
- Plesiocolochirus Cherbonnier, 1946
- Pseudoaslia Thandar, 1991
- Pseudocnella Thandar, 1987
- Pseudocnus Panning, 1949
- Pseudocolochirus Pearson, 1910
- Pseudopsolus Ludwig, 1898
- Pseudrotasfer Bohn, 2007
- Psolicrux O'Loughlin, 2002
- Psolicucumis Heding, 1934
- Psolidiella Mortensen, 1925
- Psolidocnus O'Loughlin & Alcock, 2000
- Roweia Thandar, 1985
- Squamocnus O'Loughlin & O'Hara, 1992
- Staurocucumis Ekman, 1927
- Staurothyone H.L. Clark, 1938
- Stereoderma Ayres, 1851
- Thyonella Verrill, 1872
- Thyonidium Düben & Koren, 1846
- Trachasina Thandar & Moodley, 2003
- Trachycucumis Thandar & Moodley, 2003
- Trachythyone Studer, 1876